# Hollywood Beyond
Holivud biond (engl. Hollywood Beyond) ime je britanskog pop benda popularnog sredinom 80-ih. Bend je formiran u Birmingemu, a frontmen i jedini član grupe zvao se Mark Rodžers. Proslavili su se one hit wonder singlom koji se zove „What’s The Colour Of Money”, sa kojim su bili u samom vrhu evropskih muzičkih top lista.

## Spoljašnje veze
- Spot za pesmu